# Friedhof der Heimatlosen

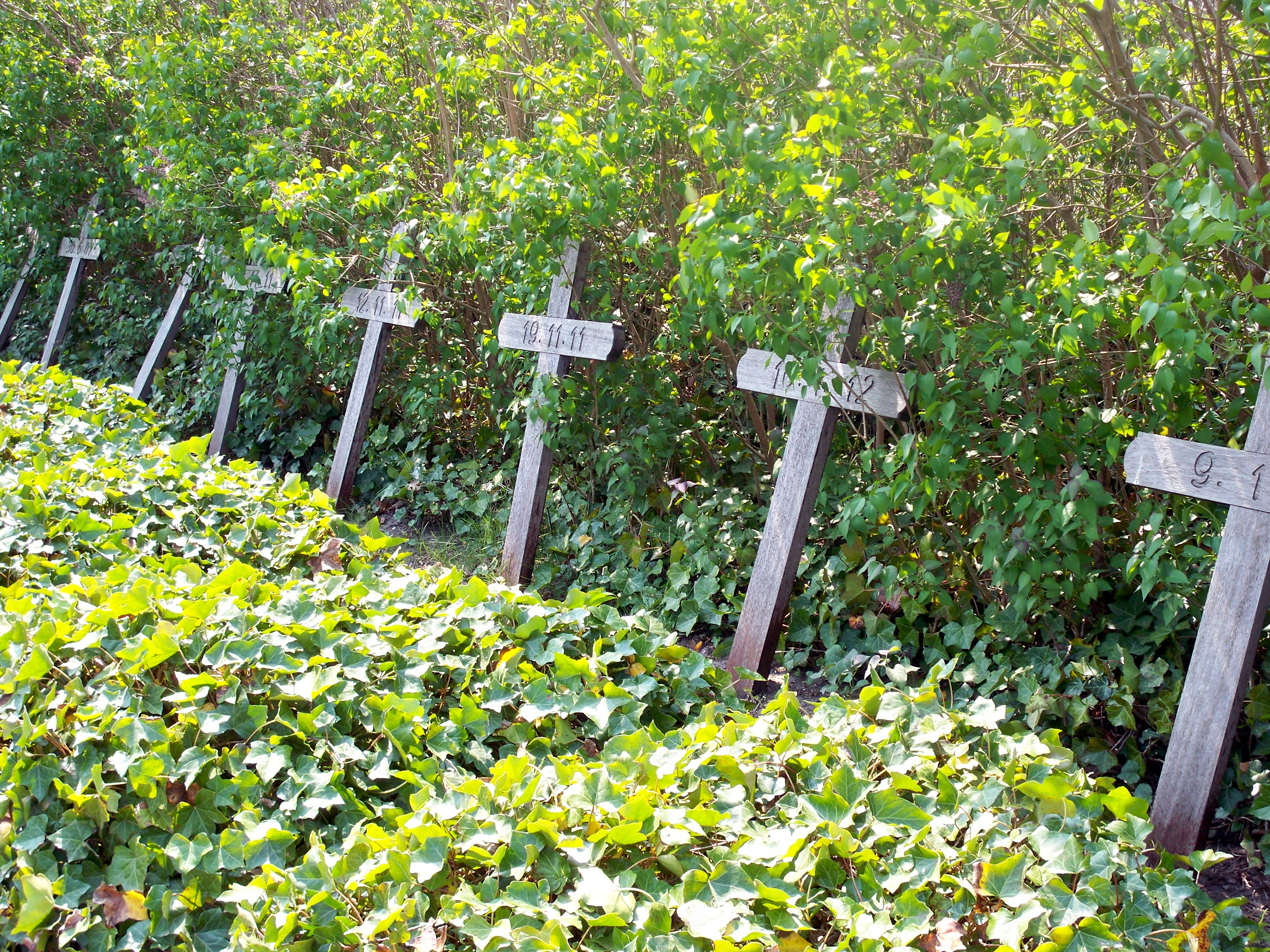
Teil des Heimatlosenfriedhofs in Nebel auf Amrum

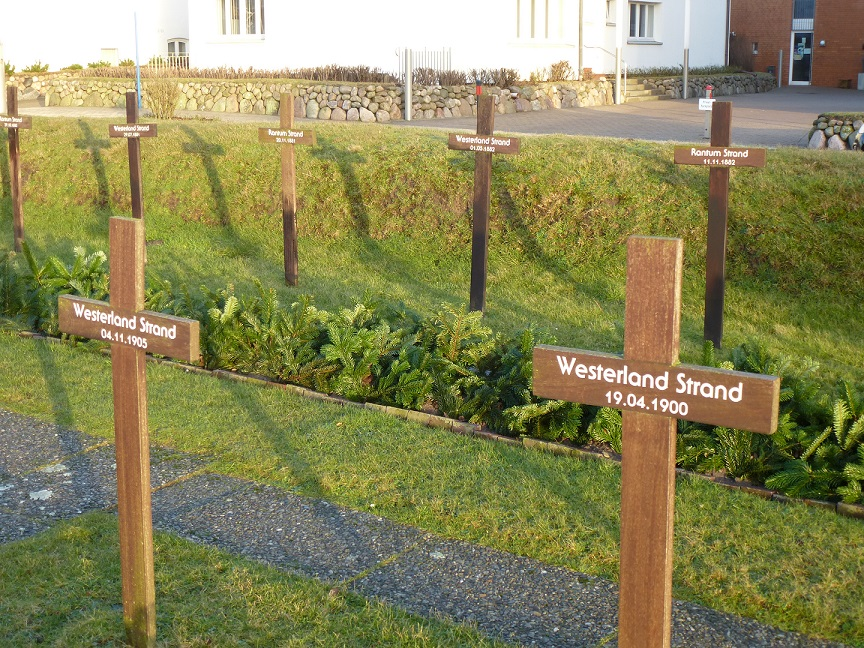
Holzkreuze auf dem Friedhof der Heimatlosen (Westerland)

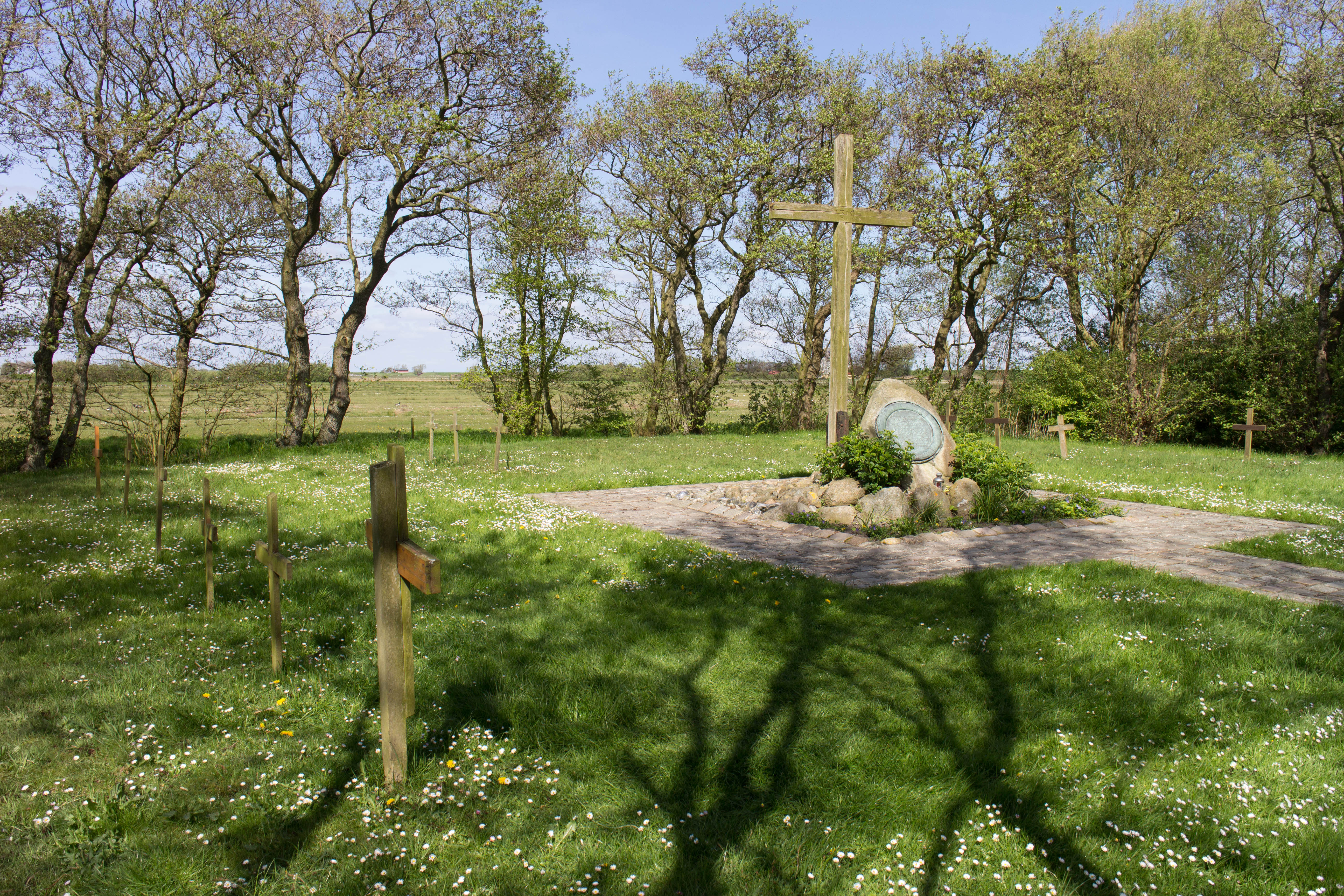
Neuwerker Friedhof der Namenlosen

Friedhof der Heimatlosen, auch Heimatlosenfriedhof, Friedhof der Namenlosen, Friedhof der Fremden genannt, bezeichnet einen Friedhof am Meer, an einem Fluss oder an einer Handelsroute, auf dem die Leichname der an den Küsten angespülten Opfer von Strandungen, Schiffsuntergängen, der in Flüssen Ertrunkenen sowie der Reisenden an Handelsrouten christlich bestattet wurden. Der Name dieser Friedhöfe erklärt sich daher, dass die meisten Opfer nicht mehr zu identifizieren waren und daher nicht in ihrer Heimat bestattet werden konnten.

## Friedhöfe der heimat-/namenlosen Seeleute
Friedhöfe der Namenlosen wurden bereits im 18. Jahrhundert, spätestens aber seit der Mitte des 19. Jahrhunderts angelegt und befinden sich naturgemäß überwiegend an der Küste, so der Friedhof der Heimatlosen in Westerland auf Sylt, der Drinkeldodenkarkhoff auf Spiekeroog, der Drinkeldodenkarkhoff auf Borkum, der Friedhof der Heimatlosen in Nebel auf Amrum sowie die Friedhöfe der Heimatlosen auf Neuwerk, Pellworm, Trischen und auf der Düne von Helgoland. Auf der Insel Neuwerk wurde er bereits am 22. Juni 1319 geweiht.

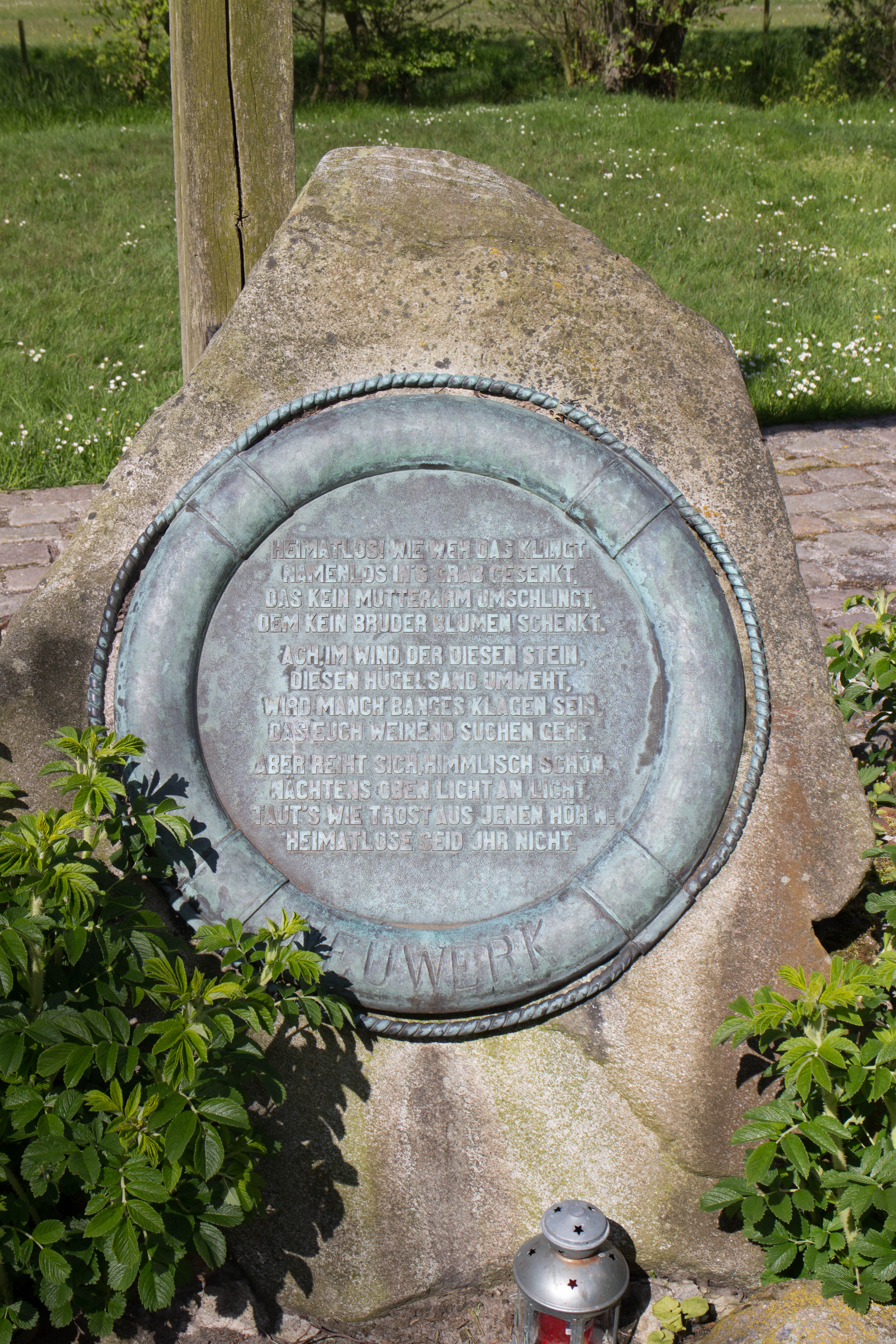
Tafel am Fuß des Hauptkreuzes auf dem Friedhof der Namenlosen auf Neuwerk.

Ein Gedicht von Gustav Falke dient als Inschrift auf dem Friedhof der Namenlosen auf Neuwerk.
Heimatlos! wie weh das klingt,

Namenlos in’s Grab gesenkt,

Das kein Mutterarm umschlingt,

Dem kein Bruder Blumen schenkt.

Ach, im Wind, der diesen Stein,

Diesen Hügelsand umweht,

Wird manch’ banges Klagen sein

Das euch weinend suchen geht.

Aber reiht sich himmlisch schön

Nächtens oben Licht an Licht,

Taut’s wie Trost aus jenen Höh’n:

Heimatlose seid Ihr nicht.

## Friedhöfe der Heimat-/Namenlosen aus Flüssen
Darüber hinaus gibt es aber auch Friedhöfe der Heimat-/Namenlosen im Binnenland, wie beispielsweise den Friedhof der Namenlosen in Wien oder den Friedhof Grunewald-Forst in Berlin, auf denen auch Wasserleichen und aufgrund von Suiziden Verstorbene bestattet sind.

## Friedhof der Fremden an Handelsrouten

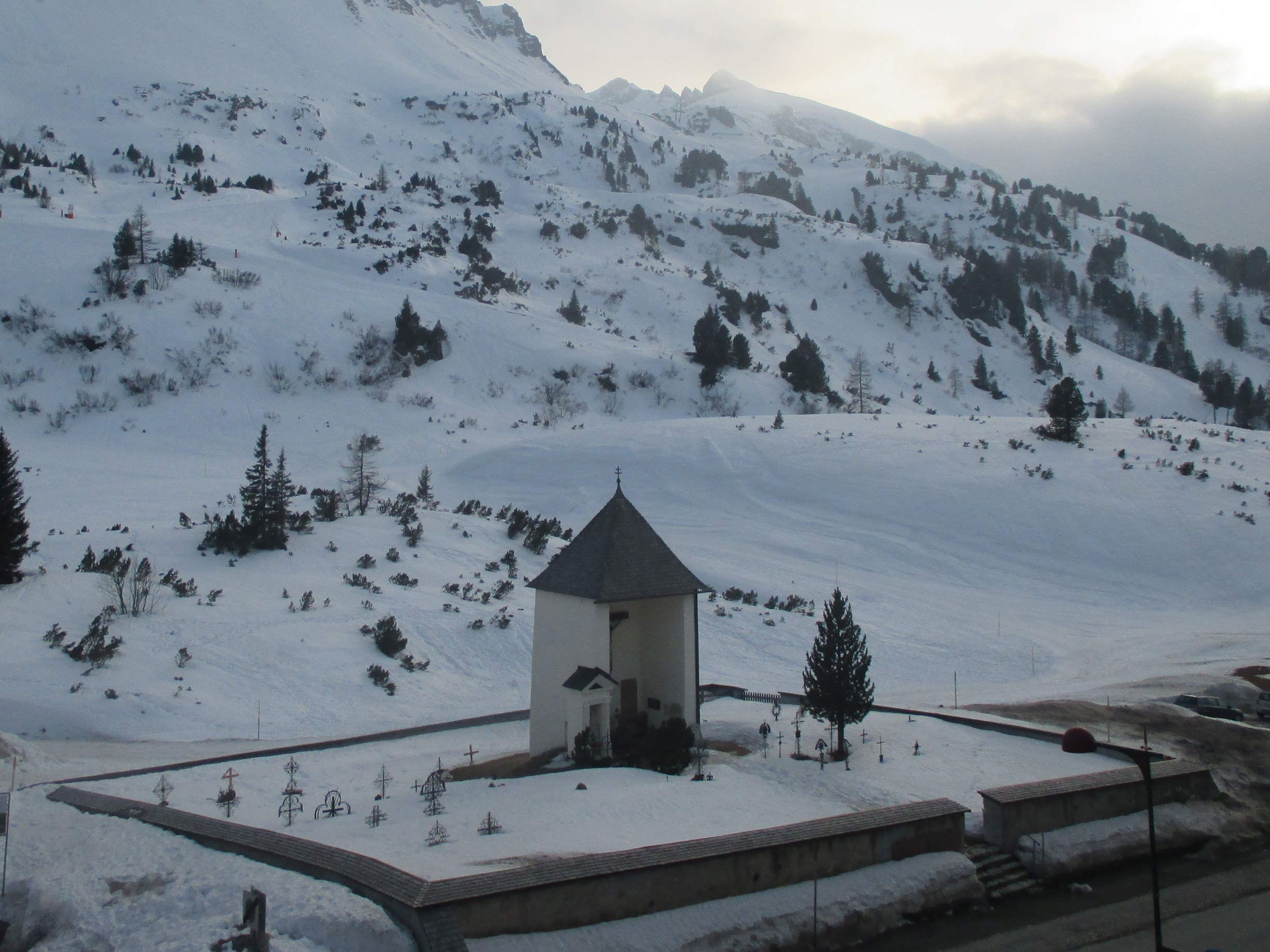
Tauernfriedhof auf der Passhöhe

Auf Friedhöfen an historischen Handelsrouten, Bergpässen und Heerstraßen wurden fremde Reisende, Pilger, Handwerksburschen oder Bettler beigesetzt.
- Tauernfriedhof: Auf der Passhöhe des Radstädter Tauern in Obertauern (Österreich) entstanden abgelegene Friedhöfe für Unbekannte, die dort bei Überquerungen zu Tode kamen.

## Kriegsgräberstätten und Soldatenfriedhöfe

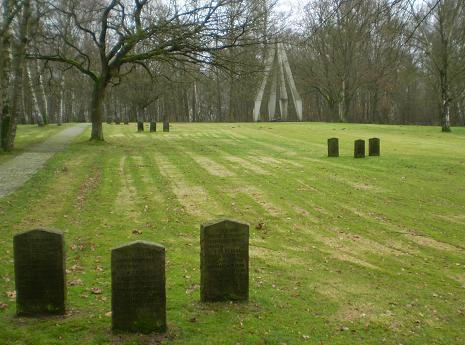
Kriegsgräberstätte für 30.000 sowjetische Kriegsgefangene in Oerbke

- Friedhof der Namenlosen in Oerbke: eine Kriegsgräberstätte, in der rund 30.000 sowjetische Kriegsgefangene des Zweiten Weltkriegs in Massengräbern begraben wurden.
- Soldatenfriedhof Obermarchtal: Dieser Friedhof war ursprünglich ein Friedhof der Fremden und wurde dann als Soldatenfriedhof weitergenutzt.

- Soldatenfriedhöfe tragen bisweilen ähnliche Bezeichnungen wie „Friedhof des namenlosen Soldaten“.

### Vermisste Seeleute
- Hamburg, beim Altonaer Fischmarkt: Bronzeskulptur Madonna der Meere einer seewärts blickenden Frau des Bildhauers Manfred Sihle-Wissel[4]

### Vermisste Soldaten
- Meersburg, Deutsche Kriegsgräberstätte Meersburg-Lerchenberg: Diese Kriegsgräberstätte ist auch eine Gedenkstätte für vermisste Soldaten und Soldaten, deren Gräber nicht erreichbar sind.